# David Busst
David John Busst (* 30. Juni 1967 in Birmingham) ist ein ehemaliger englischer Fußballspieler. Aufgrund einer Verletzung musste er seine Karriere bereits im Alter von 29 Jahren beenden und ist heute bei kleineren Klubs als Trainer tätig.

## Karriere
Der Verteidiger begann seine Karriere bei Moor Green, bevor er im Jahr 1991 zu Coventry City in die höchste englische Liga wechselte. Für diesen Verein absolvierte er über 50 Spiele und wurde zu einer festen Teamstütze. Trotzdem reichte es nie für die Nationalmannschaft. 
Am 8. April 1996 kam David Bussts Karriere zu einem tragischen Ende. Beim Aufeinandertreffen von Manchester United und Coventry City verletzte er sich bei einem Zusammenstoß mit zwei Gegenspielern (Denis Irwin und Brian McClair) schwer. Dabei zog er sich offene Brüche des Schien- sowie des Wadenbeins zu. Das Spiel wurde für 15 Minuten unterbrochen, da das Blut vom Rasen weggewischt werden musste. Peter Schmeichel, welcher die Verletzung aus nächster Nähe sah, erbrach noch auf dem Spielfeld und ließ sich auswechseln. Er und einige andere Spieler mussten nach dem Spiel aufgrund der schockierenden Verletzung Bussts gar psychologisch betreut werden. Das Bein von David Busst wurde in der Folge 26 Mal operiert, musste jedoch entgegen einigen Befürchtungen nicht amputiert werden. Am 6. November 1996 gab er auf Rat der Ärzte sein Karriereende bekannt. 
Zu Ehren von David Busst wurde im Mai 1997 ein Freundschaftsspiel zwischen Coventry City und Manchester United veranstaltet. Dabei schoss er vor ausverkauftem Haus ein Elfmetertor. Der Elfmeter wurde vom ManU-Verteidiger Gary Neville mehr oder weniger absichtlich verschuldet. 
Später arbeitete David Busst im Stab von Coventry City und trainierte kleinere Vereine wie Evesham United und Solihull Borough. Er besitzt mehrere Trainerlizenzen der UEFA.